# Vladimír Weiss
Vladimír Weiss (født 30. november 1989 i Bratislava, Tjekkoslovakiet) er en slovakisk fodboldspiller, der spiller som kantspiller hos Al-Gharafa i Qatar. Tidligere har han spillet for Pescara, Olympiakos, Manchester City, Espanyol, Rangers og Bolton Wanderers.
Weiss er søn af en anden tidligere slovakisk topspiller og senere landstræner, der også hedder Vladimír Weiss.

## Landshold
Weiss står (pr. april 2018) noteret for 64 kampe og syv scoringer for Slovakiets landshold, som han debuterede for den 12. august 2009 i et opgør mod Island. Han var en del af den slovakiske trup til VM i 2010.
Han er udlejet fra Manchester City til Espanyol der spiller i La Liga

## Personlige liv
Weiss' far, også kaldet Vladimír Weiss, var en professionel fodboldspiller. Han var også den træner for det Slovakiets fodboldlandshold. Hans bedstefar, som også er kaldet Vladimír Weiss var også en fodboldspiller som repræsenterede Tjekkoslovakiet på international plan.